# Citocromo

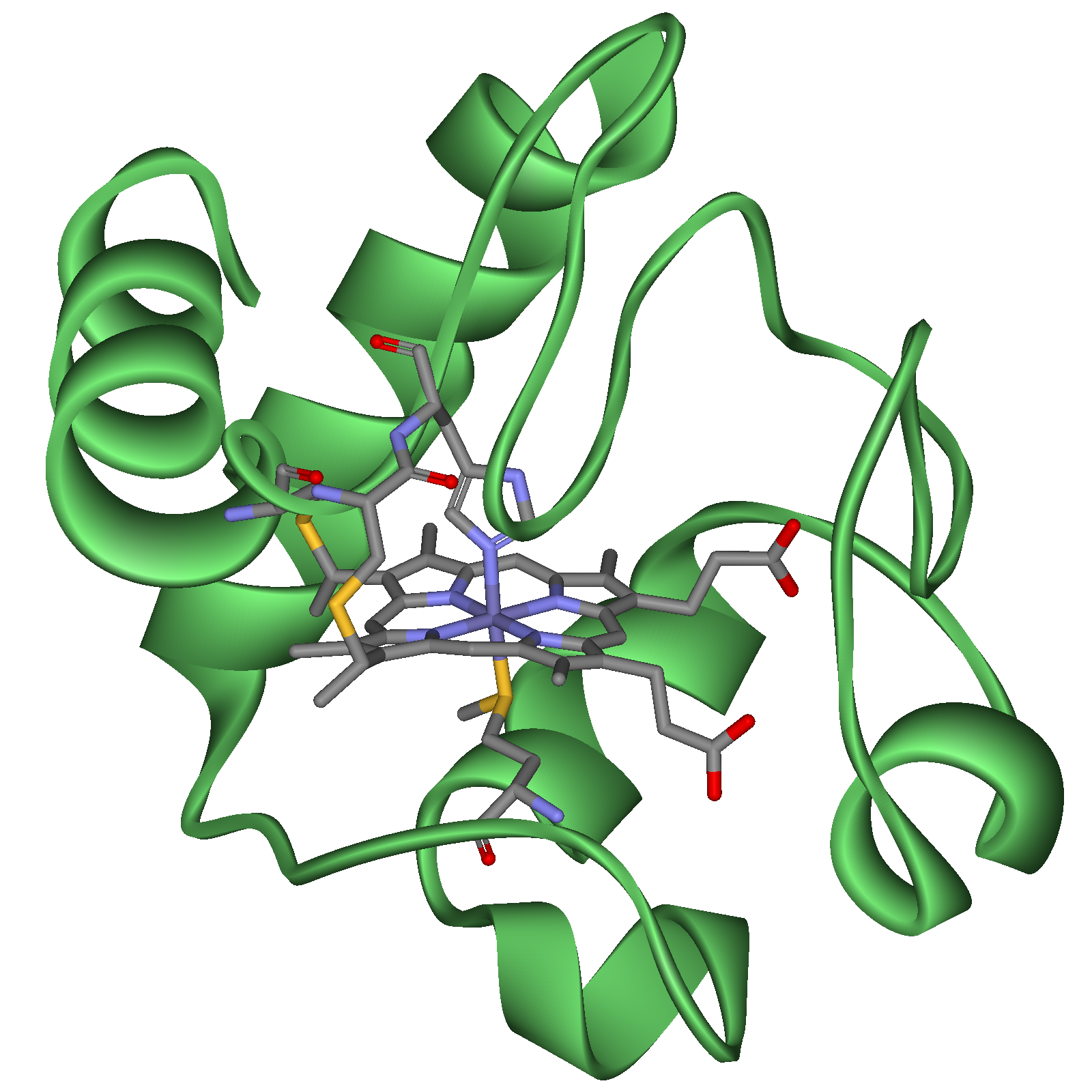
Um citocromo c com um grupo heme no meio.

Citocromos (português brasileiro) ou citocromas (português europeu) são proteínas, geralmente ligadas a uma membrana, que contêm grupos heme e que efectuam o transporte de elétrons. São encontradas sob a forma de proteínas monoméricas (i.e. citocromos c) ou como subunidades de complexos enzimáticos maiores catalisadores de reações redox. Podem ser encontrados na membrana interior das mitocôndrias e no retículo endoplasmático de eucariontes, nos cloroplastos de plantas, em microorganismos fotossintéticos e em bactérias.

## História
Os citocromos foram inicialmente descrevidos em 1884 por Charles Alexander MacMunn como pigmentos respiratórios(miohematina ou histohematina).  Na década de 1920, Keilin redescobriu estes elementos e renomeou eles citocromos, ou "pigmentos celulares". Ele classificou tais proteínas heme com base na posição de sua banda de menor absorção de energia em seu estado reduzido, como o citocromo a (605 nm), b (≈565 nm) e c (550 nm).

## Estrutura e função
O grupo heme é um sistema de anéis altamente conjugado (que permite os elétrons serem mais móveis) em torno de um íon de ferro. O ferro em citocromos geralmente existe como ferroso ({\displaystyle {\ce {Fe^{2+}}}}) e estado férrico ({\displaystyle {\ce {Fe^{3+}}}}) com o estado ferroxo ({\displaystyle {\ce {Fe^{4+}}}}) localizados em intermediários catalíticos. Os citocromos são, também, capazes de realizar reações de transferêrencia de elétrons ou catálise por redução ou oxidação de seu ferro heme. A posição celular dos citocromos depende de sua função. Eles podem ser localizados como por exemplo, em proteínas globulares ou proteínas de membranas.
No processo de fosforilação oxidativa, uma proteína globular citocromo c é envolvida na transferência de elétrons do complexo III ao complexo IV. O complexo III por si só é composto de várias subunidades, algumas do tipo citocromo b e outras citocromo c. Ambas são envolvidas no processo de transporte eletrônico dentro do complexo. Já o complexo IV tem citocromos a/a3 que transfere elétrons e catalisa a reação do oxigênio para água. O fotossitema II, é o primeiro complexo proteíco nas reações dependentes de luz para fotossíntese, contém a subunidade citocromo b. A Ciclo-oxigenase 2, enzima que trabalha no processo de inflamação, é uma proteína citocromo b

## Tipos
Existem vários tipos de citocromos que podem ser identificados pela espectroscopia, exata estrutura do grupo heme, sensibilidade inibidora, e potencial de redução.
Quatro tipos de citocromos pelos seus grupos protéticos.
| Tipo        | Grupo protético |
| ----------- | --------------- |
| Citocromo a | heme A          |
| Citocromo b | heme B          |
| Citocromo c | heme C          |
| Citocromo d | heme D          |

Não existe um "citocromo e" porém um citocromo f já foi identificado no complexo de citocromo {\displaystyle {\ce {b6{f}}}} das plantas.
Em mitocôndrias e cloroplastos, os citocromos são geralmente utilizados como transporte de elétrons e caminhos metabólicos relacionados
| Citocromos                                             | Combinações                                                                                       |
| ------------------------------------------------------ | ------------------------------------------------------------------------------------------------- |
| {\displaystyle {\ce {a}}} e {\displaystyle {\ce {a3}}} | Oxidase do citocromo c ("Complexo IV") com elétrons entregues pelo complexo citocromos c soluvéis |
| {\displaystyle {\ce {b}}} e {\displaystyle {\ce {c1}}} | Coenzima Q — redutase do citocromo c                                                              |
| {\displaystyle {\ce {b6}}} e {\displaystyle {\ce {f}}} | Plastoquinona — redutase da plastocianina                                                         |